# 相沢熙
相沢 熙（旧字体：相澤 凞、あいざわ ひろし、1880年〈明治13年〉 - 1956年〈昭和31年〉）は、大正から昭和にかけて活動した日本のジャーナリスト、新聞記者、教育記者、小説家。国民新聞社（後の東京新聞社、現・東京新聞／中日新聞）のほか、平民新聞社、読売新聞社、大阪毎日新聞社、東京日日新聞社などでも活動した。徳富蘇峰の側近として秘書も務め、蘇峰会の本部常任幹事を務めた。ほかに国民教育奨励会専務理事も務めている。号は、如楓、蓬莱子、景楠、景楠外史、蓬村など。

## 人物・経歴
埼玉県鷲宮町葛梅（現・久喜市）にて生まれる。
東京に出て、築地の立教学校（現・立教大学）に学んで卒業。東京英語専修学校（立教大学の前身校の一つ）にも修学した。
社会主義運動に関わろうと、幸徳秋水や堺利彦らの平民新聞社に出入りし、その後、堺利彦の紹介から読売新聞社へ入社する。そこで書いた短編小説が少し評判になったため、小説家を志し、「露国の農民」、「田舎娘」、「なさぬ仲」などを発表。また、翻訳小説の「ガボン長老」や、地域誌として「樺太事情」などを刊行した。
1910年（明治43年）1月20日、徳富蘇峰の主催する国民新聞社に入社し、同年2月に文部省担当記者となった。その後、教育担当の論説委員に抜擢され、教育のジャーナリストとして活動する。
1919年（大正8年）10月、国民新聞社が1万号を発行した記念として財団法人国民教育奨励会を創立すると、その計画に参画して専務理事に就任した。
1927年（昭和2年）、米国・シアトルで行われた全米教育会議や英国・エディンバラで行われた万国図書館会議に出席。
1929年（昭和4年）、徳富蘇峰が国民新聞社を去ると、相沢も合わせて国民新聞社を退社し、大阪毎日新聞社、東京日日新聞社の客員に就任する。翌1930年（昭和5年）には蘇峰会の幹事に就任。
1934年（昭和9年）、国民教育奨励会専務理事を退任。1935年（昭和10年）には、蘇峰会の常任理事に就任し、東京で開かれた汎太平洋国際会議に出席。
1940年（昭和15年）には、これまでの功績から、相澤熙君教育記者三十年功労感謝会が催された。
1945年（昭和20年）に、蘇峰会が解散。焼け野原になった東京を離れ、郷里にある鷲宮神社に一時身を寄せる。
1954年（昭和29年）に埼玉県久喜町本町2丁目に自宅を新築し転居し、1956年（昭和31年）に久喜町にて亡くなった。

## 鷲宮神社と徳富蘇峰
鷲宮神社には、相沢の親戚が宮司をしていた関係から徳富蘇峰の揮毫による石碑が多くあるが、徳富蘇峰の関係資料も久喜市の郷土資料館に寄託され、相沢ゆかりの資料も久喜市公文書館や郷土資料館に寄贈されて保存されている。

## その他
1909年（明治42年）12月15日付の立教学院報第4号では、「旧英語学校の回顧／立教大学への希望」と題して東京英語専修学校の回顧録を寄稿している。

## 主な著書
- 『世界教育の旅』1930年（昭和5年）
- 『最近の蘇峰先生』蘇峰会,1942年（昭和17年）
- 『金石留痕』蘇峰会,1943年（昭和18年）
- 『PTAの知識と運営』大日本雄弁会講談社,1948年（昭和23年）
- 『日本教育百年史談』学芸図書,1952年（昭和27年）